# لياندرو فرنانديث دى موراتين
لياندرو فرنانديث دى موراتين (بالإسبانية: Leandro Fernández de Moratín) شاعر وكاتب مسرحي إسباني ولد في مدريد 10 مارس 1760. ويعد لياندرو من أبرز كتاب المسرح الإسباني في القرن 18، وينتمي إلى المدرسة الكلاسيكية الحديثة. ويأتي عمليه المسرح مثل السرور والتعليم الأخلاقي من أبرز أعماله الأكثر شهرة. وتوفي في باريس 2 يونيو 1828.

## السيرة الذاتية
لياندرو ولد في مدريد عام 1670 لعائلة من نبلاء النمسا. والداه هو الشاعر والكاتب المسرحى والمحامى نيوكلس فرناندز دى موراتين ووالداة هي إيزيدورا كابوا كوندي. نشا في مناخ شائع فيه المناقشات الادبية وذلك يرجع لكون ابيه رجل متخصص في الادب. وفي عمر أربعة سنوات اصيب بالجدرى الشى الذي اثر على شخصيته وجعل منه إنسان خجول. لم يحصل على شهادات جامعية بسبب رفض والداه، وبدا عمله كموظف في أحد محال المجوهرات.
وفي عام 1779 حصل على المركز الثانى في مسابقة للشعر اقامنها الأكاديمية.كما حصل أيضا للمرة الثانية على جائزة في مجال الشعر عن عمله الدرس الشعرى في عام 1787: وقد اتاحت له صداقته للشاعر خوبيانوس السفر إلى باريس بصفة سكرتير الكونت كاباروس وتعد هذة الرحلة بمثابة تجربة مفيدة جدا للكاتب.وبعد عودة إلى مدريد قام بنشر أول عمل ساخر له هزيمة المتحذلقين
وقد منحه كونت فلوريدا بلانكا حق الانتفاع بأرباح ثلاثمائة إمارة دوقية. وعلى الفور أمر موراتين بحلق شعره من الجذور وهوشرط أساسي حتى يمكنه التمتع بهذه المزايا.
وبعد قليل من وصول مانويل جودوي إلى الحكم، نجح موراتين في حماية وتحصين مزاياه المفضلة التي حصل عليها. والذي بدوره قد ساعدته على ظهور أعماله الكوميدية، ومعها زيادة الإيرادات إضافة إلى منصبه الكنسي الصوري.وفي خلال خمس سنوات من سفره عاد إلى مدريد عام 1797ليشغل منصب سكرتير لترجمة اللغات والذي ساعد على تحسين مستوى معيشته.وفي عام1808 وبعد سقوط حكم جودى عمل في حزب تابع للفرنسين وتولى منصب امين عام للمكتبة الملكية للملك خوسية بونابرته، وبعد ذلك تخلْا عن انتمائه لفرنسا واضطر للجوء إلى بالنسيا وبينيسكولا وبرشلونة لاتمام إجراء تغيره السياسى.
لياندرو فرنانديث دى موراتين هو رجل مسرح من الطراز الأول، وفي حالته ككاتب مسرحى يجب ان نضيف له أيضا نواحى أخرى اقل شهرة ولكنها أيضا مهمة جدا للكاتب واخذت منه الكثير من الوقت والمجهود وخصص لها أعمال في كتاباته. فقد كان موراتين واحداْ من مؤسسين علم تاريخ المسرح الاسبانى، بدايات المسرح الاسبانى العمل لم ينشر حتى عام 1830- 1831 بواسطة الأكاديمية الملكية للتاريخ.ويعد هذا العمل من أكثر الاعما ل الجادة والموثقة والتي تتناول المسرح الاسبانى قبل لوبي دي فيغا. كما اعطى اهتمام كبير أيضاْ للمقدمة في النسخ التي صدرت له في باريس 1825, والتي يلخص فيها من منظور كلاسيكى تاريخ المسرح الاسبانى في القرن18.موراتين أيضا يعد دافع فعال في الإصلاح المسرحى في عصره.وبفضل الأفكار التي ورثها من أبيه وعلاقته بدوائر السلطة وحماسهم لاصلاحاته فقد تقدم بتجديد شامل في بنية العمل المسرحى في عصره. الكوميديا الحديثة هي واحدة من أهم المعالم التي صاحبت اصلاحاته المتضطلعة لجماعات العقلية المحركين للحكومة في منتصف القرن عندما اقترحوا اصلاحات اجناسيو دى لوثان  اجوستين دى مونتيانوا، لوياندوا، بلس ناثارا، لويس خوسيه بالسكس . توفى في باريس في عام 1828

## الأعمال الدرامية
الكاتب المسرحي الأكثر شهرة للمدرسة الكلاسيكية الحديثة. أعماله الأكثر شهرة هما: المسرح مثل السرور والتعليم الأخلاقي (مدرسة العادات الحسنة) محاكاة مقبولا للواقع ومن هنا ولد التعلق بالقواعد المسرحية في كل جوانبها، وخاصة في التمسك باوحدة بين العناصر الثلاثة الاحداث والمكان والزمان. وصل للفصل بين الأنواع بكل دقة، لم يصل لكتابة التراجيديا على الرغم من كونها النوع الأكثر انتشاراً في الكلاسيكية الحديثة في أوروبا. وقد دفعته شخصيته لكتابة الكوميديا النوع الذي عرفه قائلا: (يرسم الأشخاص كما هم وبيحاكى العادات القومية الموجودة، الرذائل والأخطاء العامة، حوادث الحياة الأسرية، ومن هذه الحوادث والاهتمامات الشخصية يشكل خرافة معقولة، مقبولة ومفيدة)

### العجوز والصبية
تعد من أول أعماله الكوميدية التي صدرت في 22 مايو 1790 ولكنه كان قد بدا في كتابتها منذ عدة أعوام سابقة، ومن المحتمل أن تكون في عام 1783.(هدف الكاتب هو نقض الجمع الذي لايجب ان يتم، ليس فقط بسبب الفارق في العمر بين الزوجين ولكن أيضا بسبب الاهتمام والخداع الذي كان مشترك بينهم) والذي يعد شاهد واضحاً منذ أول الرواية.

### الكوميديا الحديثة
وقد عرضت أوزيبيو ريبيري في 7 فبراير عام 1792 في مسرح الأمير لعرض الكوميديا الحديثة وقد صاحبه في نهايته حفل للكاتب المسرحي رامون دى لاكروز، المنويلو. ولقد ظل عرض الكوميديا قائما سبع ليالى في البوابة الرئيسية وبشكل ناجح جداً وقد تم إعادته غالبا في السنوات التالية. ولقد كانت نهاية الكوميديا في ديسمبر 1791. بتناول رائعة من روائع المسرح الهجائي. وهو موضوع يعرض لأول مرة في الكوميديا الحديثة، الحصار العظيم لفينا ، والتي كتبتها بساذجة وعدم خبرة بالكتابة المسرحية السيد الوتريوا كريسبين أندورا. وجاءت تسمية الكوميديا الحديثة بهذا الاسم نتيجة منطقية لعمل قدم ولأول مرة في اعتراض على القدماء في العصر الذهبى والمراجع التي قدمت في التواريخ السابقة. حيث تدور الاحداث في المقهى تقوم مناقشة مفعمة بالحيوية بين المؤيدين والمعارضين للكوميديا، والتي تمثل نوع من المسرح الذي انتشر على مسارح مدريد. وهكذا يحقق موراتين من خلال تحايله على المسرح الهدفي ليعطي فكرة عن الهراء والسخافات عن المسرح في عصره. وفي تعليقاته عن الكوميديا الحديثة فقد شِغل موراتين بتوثيق دقيق لكل خصائص الكوميديا البطولية للدون الوتاريوا بدا من نفس العنوان تقليدا للعديد من الأعمال الكوميديا والتي تتناول الأسوار والمدن وصولا لمشاهد وهمية على شكل مناجات متزامنة، مرورا بوصف اشخاص مخيفة ومن الامثلة المعبرة عنها تدمير ساجونتو  1778 للكاتب غاسبار زافالا ذ زامورا،حصار كالايس عام 1790 للكاتب لوسيانو فرانسيسكو كوميلا.
العنصر الأول اللافت للانتباه ان العمل كتِب بلغة النثر وهو شئ غير شائع في خلال هذا العقد من 1790. أعمال مثل تكريم المجرم لخوبيانوس وقد كانت تقريبا الكتابات الوحيدة للنثر في هذا الوقت.
ان استخدام المقاهى يعد من أهم عناصر التجديد في إسبانيا في القرن 18، مثلما كان الحال في كل أوروبا. وقد ترك هذا العنصر اثره على المسرح:كارلو جولدونى  فقد كتب عمل كوميدى بعنوان لا بوتيغا ديل كافيه ، عرفت وبلا شك عن طريق موراتين، وقد استخدمت الكوميديا الحديثة مواقف من الكوميديا من أعمال جولدونى توقف الساعة للمتحذلق.
الكوميديا هو مشروع قانون للكمال التقني، ومثال عليه تعديل قواعد الكلاسيكية الحديثة.وتتبع الوحدات بدقة. قاعة القهوة هي المكان الوحيد حيث تدور الاحداث.وحدة الوقت التي تتميز بالكمال وهي واحدة من الأعمال القليلة التي يكتمل فيها فكرة الكمال والتي يستغرق تمثيلها تقريبا نفس الاحداث الدرامية.

### البارون
وفي عام 1787 فقد تسلم مهمة ولكنه لم يستطيع اتمامها. فقدكلفته الكونتيسة دى بينافينتي، دونا فوستينا، بكتابة أوبريت.فقد بذل قصارى جهده واخرج لنا البارون، عمل مكون من مشهدين وقام بارساله للكونتيسه.
وبسعادة كبيرة من موراتين، لم يعرض العمل ابداً ولكنه كتبها بخط يده واثناء سفره إلى إيطاليا قاموا بتعديلها بدون اذن الكاتب ومع موسيقي لوخسيه ليدون، ووصل للمسرح. وقد استعاد موؤاتين العمل وقام بتحويله إلى الكوميديا. والعمل عرض لأول مرة هناك في عام 1803 في مسرح لاكروز

### المتحشمة
وأيضا منذ تاريخ هذا العمل الكوميدى بدات دائرة من النسخ المكتوبة منذ عام 1791. وقد عدلت وتدرب عليها الممثلين من عرض ريبيرا واخيراً قُدمت في مسرح لاكروز 19 مايو 1804. وبهذا العمل قد استمر موراتين في طرحه لقضايا تعليم المرأة ونتائجة الاجتماعية.

### خنوع الصغيرات
عمل كوميدى يتناول دونا باكيتا، فتاة تبلغ من العمر 16 عام اجبرتها والدتها دونا إيرين على الزواج من دون دييغو، فارس غنى وحساس يبلغ من العمر 59 عام.ومع ذلك كان بيتجاهل حب دونا باكيتا لدون فليكس واسمه الحقيقى دون كارلوس وهو ابن شقيق الدون دييغو. مع هذه الحبكة والتي تكمن في مثلث الحب حيث تتطور الاحداث ويدور الموضوع الرئيسى حول اضطهاد الفتيات واجبارهم على طاعة امهاتهم والتورط في زيجات غير متكافئة والذي يتمثل في هذة الحالة في الاختلاف الكبير في العمر بين الزوجين.
ومفتاح هذا العمل يكمن في التناقض الذي يميز دون دييغو بشأن مسألة تعليم الشباب واختيارهم لحياتهم: وتطبيقه الغير متفق مع نظريته والتي يطالب فيها بتحرير الشباب وتقرير مصيرهم، الحرية التي انكرها عن في نفس الوقت عن زوجته.
كما ينتقد المفهوم الزائف لسلطة الاباء: والاستبداد الزائف والذي يمثل الجذر للكثير من الأعمال الشريرة: فقد اراد الكاتب ان يجعل باكيتا تختار بحرية. ولكن في واقع الامر فقد كان دون دييغو الحامى لابن شقيقة دون كارلوس وقد قام معه بنفس الأخطاء التي تنتقضها نظريته.وهذا التناقض بين النظرية وتطبيقها بيمثل الخيط الذي يقود الإطار المسرحي.

## هزيمة المتحذلقين
عمل مكتوب بلغة النثر وهو الأكثر شهرة من بين أعمال موراتين، اسلوبه استعارى اصطناعى، وقد تالف على طريقة رحلة إلى بارناسوس سرفانتس، وجمهورية الأدبية لسافيدرا فاجاردو أو جنازة اللغة الإسبانية لفورنر: ربات الفنون اللواتى يدعمهم الشعراء المتميزين هن من القوا لنا بهذا الكتاب البارناسوس المتميز والخالى من عيوب الكتابة. العديد من نكاته تتعارض مع الموضوعات والاختلافات مع الشعراء في كل زمان، ولكن أيضا كانت هناك سخرية موجهه ضد شعراء بعنيهم استشهد بهم وذكر بياناتهم. نستطيع ان نتعرف علي هولاءالشعراء بسهولة. الثقافة والذوق الفنى لموراتين جعلت احكامه شاملة ودقيقة للمفاهيم، ولكن من الواضح اننا لانستطيع ان نهمل أيضاً تفسير لذوق الفنى الخاص لهذه الفترة والأفكار الادبية للكاتب، ومثال على ذلك مجموعة من الكتب التي انتشرت مثال على ذلك ((الأشرار))والتي تتضمن مجموعة من الأعمال الكوميديا ميغيل دي ثربانتس وكتاب ((الفن)) جرسيان وقلة من كتاب الباروك جاسينتو دي بولو مدينا، غابرييل بوسكانجل وفياميديانا وعدة أشخاص آخرين.

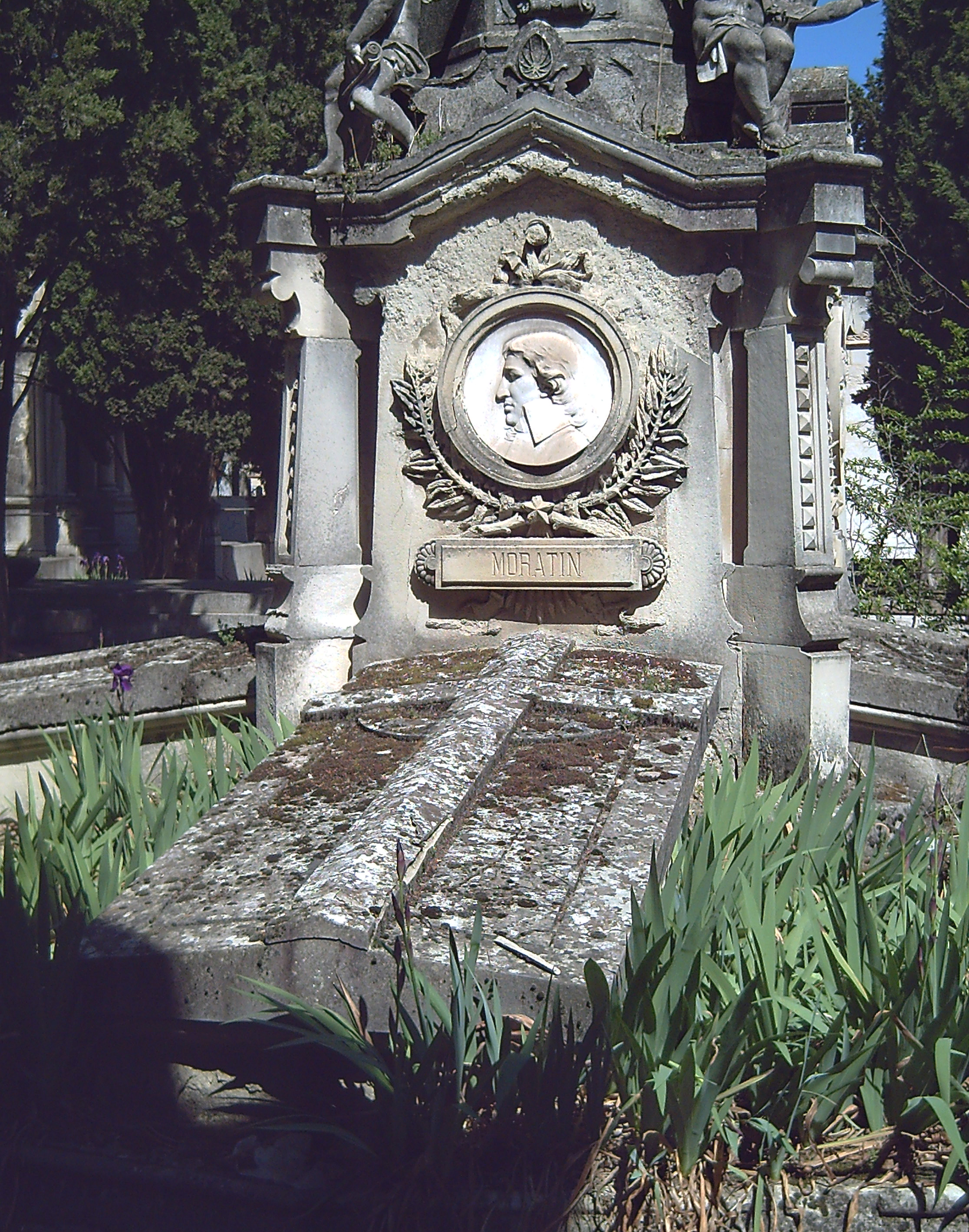
مقبرة موراتين في مدريد

## الأعمال الشعرية
المجلد الثالث للاعمال الدرامية والغنائية عام1825 والتي تخصصت في الشعر الغنائى. العمل الذي قام يكتابته منذ حوالى ما يقرب من 50 عاماٌ، والذي تخصص في الشعر ونتج عنه حوالى مايزيد عن مائة قصيدة، مائة وتسع قصيدة هم من أكثر القصائد المنقحة لتى نسبت اليه جمعها بيريز ماجلاون ووضعها في كتابه الأشعار الكاملة (برشلونة: سيرميوم، 1995). يعد موراتين مؤلف مئات التراكيب الشعرية: فقد كتب9 اناشيد و12 قصيدة غنائيه، 22 سونيت 9 ذو طابع رومانسى،17 ساخر ((تركيبات مختلفة))، تتكون من قصائد الشعر الغنائي الثمانية التي تخرج عن الطرق التقليدية، اثنين ترجمات وواحدة رثاء، الرومانسية التي تتكون من 14 بيت " أو "أغنية ملحمية " رباعيات في أخذ غرناطة وتسعة من الترجمات لهوراس. عضو في أركاديا الرومانية وكان يحمل اسم اناكروا ثيلنيوا. لا نستطيع ان نعتبر موراتين كاتب اغانى من الطراز الأول ولكن مع ذلك فهو يستحق بلا شك ان يوضع في مكانة قريبة مع شعراءالاصالة في شعر الاغانى في إسبانيا في القرن 18 مثل مانويل جوزيه كينتانا وخوان ميلينديز بالديز، لم يكن من بين شعراء آخرين من وقته، دون المتوسط في الأساس. وقد اهتم من بصحة الشكل والانسجام والتوازن المعبر، وقد وظف ذلك كله في اطار الكلاسيكية الحديثة.بالطبع، ولكن مجموعة من ظلال رخامية من الذكريات والحزن التي تدور حول اوراسيوا من جانب ومن جانب اخر الحالة المزاجية للحظة التاريخية والشعرية التي يعيشها الكاتب. لا يعد ليونادروا فرنانديث دى موراتين كاتب متاخر عن افكار القرن 18 وكما انه أيضا لم يكن متقدم في تقديم الاشكال الرومانسية الغامضة ولكنه كان اسلوبه كان نقي ومخلص.ممثلا بذلك إحياء اصالة الذوق الكلاسيكي، والذي وصل لمرحلة الكمال، مع بزوغ فجر الحركة الرومانسية.
- سقوط غرناطة (1779) هي قصيدة قصيرة جدا تتكون من رباعيات مكونة من 11 مقطع غير مقفي والتي تغنى فيها بسقوط غرناطة

من قبل الملكان الكاثوليكيان. وما فعله من اجل تطوير ووضع ونظرة عامة على موضوع الشعر الغنائي، والملحمى والدرامي
- الهجاء ضد الرذائل حيث يكشف لنا موراتين كيف يجب ان يكون المناضل بالمقارنة مع شعراء عصره، وفي أعماله الدرس الشعرى. هجاء ضد الرذائل التي أدخلت في الشعر الإسباني (1782)، يتالف من ثلاثيات من 11 مقطع مقفى.
- الهجاءالذى يصوغه عن طريق التظاهر بنصح الشعراء للتعبير عن أنفسهم بكل السبل، ومع ذلك، يحتقر ويرفض موراتين نموذجية الشعرالباروك.وفيما يتعلق بالشعر الغنائى فقد توقف عند الرذائل وجاءت الاستعارات في غير محله، وقد مزجت بين الفاض قديمة أو مهجورة وفرنسة المفردات وبناء الجملة، وتجاوزها لتصل لكلمات من اصل لاتينى كما حدث مع لويس دي جونجورا إلخ.ومع ذلك، فقد أقترح عليه النظر إلى هوراس كنموذج للهجاءفقد كان الهجاء لديه تتميز بأنها أكثر من محاولة للشعر الغنائي، وهو برنامج شعري، أو بالأحرى، الجمالية الحرجة: وهو نوع من الشعرية بمعنى القتال في جميع أنحاء كل من «المحتوى» وصولا «للشكل».
- الرسائل: رسائل التسعة مستوحاة من مجموعة واسعة من القضايا والظروف. وتهدف ثلاثة منهم "أمير السلام": إلى التعبير عن صدق مشاعر موراتين بالامتنان تجاه غودوي فقد تحرر الشاعر فيها من جميع مخاوفه من التملق . نموذج اخر لهوراس موجه الي وزير ما عن فائدة التاريخ" رسالة أخرى موجها إلى صديق، استخدم فيها التمويه من اجل ان يجمع ويسخر من مجموعة الأعمال الادبية التي يستخدم فيها الكتاب لكلمات لشعراء اجانب من ابيات مجموعة "شعراء كينتانا".

خطاب اخر لتكريم «للالماركيزة من فيلافرانكا» بميلاد ابنها البكر الكونت دى نيبلاء

## الملحوظات
فرنانديث دى موراتين, لياندرو (1993). الكوميديا الحديثة، خنوع الفتيات (دراسة عن الكوميديا الحديثة لرينيه أنديزك وجون داولنغ، صفحات 33-59) (بالإسبانية). مدريد: كاستاليا. pp. 49–50.

## وصلات خارجية
- لياندرو فرنانديث دى موراتين على موقع IMDb (الإنجليزية)
- لياندرو فرنانديث دى موراتين على موقع الموسوعة البريطانية (الإنجليزية)

- ويكي مصدر تحتوى على الأعمال الاصلية لياندرو فرنانديث دى موراتين
- ويكي الاقتباس تحتوى على جمل مقتبسة عن لياندرو فرنانديث دى موراتين
- المكتبة الحرة تضم أعمال لياندرو فرنانديث دى موراتين
- أعمال الكاتب في مكتبة ميغيل دي ثربانتس الافتراضية